# Jefferson Duque
Jefferson Andrés Duque Montoya (Medellín, 17 de mayo de 1987) es un exfutbolista colombiano que jugó como delantero.   

## Trayectoria

### Depor FC, Deportivo Pereira y Rionegro
Inició su carrera en las inferiores del Depor Fútbol Club de Cartago, donde subió a la categoría profesional en la temporada 2005, aunque estuvo convocado en algunos encuentros de la segunda división no llegó a jugar ningún partido oficial. Luego para 2006 fue traspasado al Deportivo Pereira club en el cual debutaría como jugador profesional.
Posteriormente en 2011 es traspasado al Deportivo Rionegro de la segunda división colombiana donde rápidamente se afianzó como titular y se convirtió en goleador del torneo de segunda división anotando 31 goles en 44 partidos. Su capacidad de definición, sumado a la potencia física y buena pegada que mostró durante el torneo llamaría la atención del Club Atlético Nacional quien conseguiría su traspaso finalizando la temporada.

### Atlético Nacional

#### 2012
En 2012 fue transferido al Atlético Nacional, Debutando en la Superliga de Colombia en la cual anotaría un gol con el que le daría la victoria a Atlético Nacional obtener su primer título de este torneo. Frente al Deportes Tolima por la fecha 5 del Torneo Finalización 2012 anotó 2 goles, pero sufrió una rotura de ligamento cruzado que lo dejó fuera de actividad por el resto del 2012, logró marcar 7 goles con el equipo. 

#### 2013
El 20 de febrero de 2013 el cuerpo médico le dio el aval para que volviera a práctica con sus compañeros. El 9 de abril de 2013 retornó al equipo como titular por la Copa Colombia 2013, donde anotó 3 goles en la victoria de Atlético Nacional 3-1 al Deportivo Rionegro. Jugó su primer "clásico" ante el Independiente Medellín el 28 de abril de 2013, en el partido convirtió un gol. El 17 de julio de ese año anotó su gol más importante con Nacional en la final del Apertura, en la victoria 2 a 0 de Nacional sobre Independiente Santa Fe, en el partido de vuelta de la final en Bogotá, poniendo el primero de los goles.
Para el segundo semestre del 2013 jugó con el club su primer torneo internacional, la Copa Suramericana, donde desarrolló un buen torneo a pesar de solo convertir un gol (frente a San Paulo en la ida de los cuartos de final). El 17 de noviembre el club se volvió a coronar campeón de la Copa Colombia teniendo un torneo muy destacado marcando 5 goles en 5 partidos, aunque no convirtió en la final. Al finalizar el Torneo Finalización 2013, convirtió 7 goles siendo el goleador del club en el torneo que finalmente ganó el club.

#### 2014
En el 2014 el club ganó La Liga en el primer semestre, manteniendo el título y Duque manteniendo su regularidad en las alineaciones del técnico Juan Carlos Osorio, no obstante, sobre el final del torneo sufrió una nueva lesión en el ligamento cruzado haciendo que se perdiera todo lo que restaba del 2014.

#### 2015
El 15 de marzo de 2015 regresó a las canchas enfrentado al DIM, donde logró marcar un gol al minuto 85 después de más de 289 días sin jugar. El 5 de agosto marcó un doblete en la goleada sobre Deportivo Pasto, el 10 de septiembre volvió a marcar un doblete, esta vez frente al Deportivo Cali y llegó al tope de los goleadores del Finalización 2015. El 27 de septiembre marcó un doblete en la goleada de Nacional 6-1 contra Boyacá Chicó. El 3 de octubre de 2015, jugó su partido número 100 con el Atlético Nacional en la victoria 1 a 0 de su club frente al Jaguares de Córdoba, partido en el cual anotó el único gol.
El 17 de octubre anotó un gol en la goleada de Nacional 0-4 frente alJunior. El 22 de octubre anotó el único gol de partido frente a Patriotas. El 28 de octubre anotó el gol que le dio la victoria a Nacional enfrentando a Alianza Petrolera. El 31 de octubre le anotó un gol a Millonarios, dándole nuevamente la victoria a Nacional. Anotó un gol ante el Independiente Medellín en la semifinal del Torneo Finalización en el cual fue el goleador.

### Atlas
El 29 de enero sería oficializado como nuevo delantero del club Atlas FC cedido por un año.
Su primer gol lo marcaría el 12 de febrero por la sexta fecha en el empate a un gol frente al Deportivo Toluca.

### Deportivo Cali
El 17 de diciembre de 2016 es confirmado como nuevo jugador del Deportivo Cali de la Categoría Primera A. Debuta el 5 de febrero por la primera fecha de la Liga en la derrota 2 a 0 en su visita al Envigado F. C., tres días después marca su primer gol en la goleada 4 a 0 sobre el Atlético Huila. Su primer doblete de goles lo hace el 22 de abril en la derrota 3 a 1 ante Junior.

El 10 de agosto le da la victoria por la mínima sobre el América de Cali con gol de penal discutido en los cuartos de final de la Copa Colombia 2017.

### Monarcas Morelia
El 29 de enero es confirmado como nuevo jugador de los Monarcas Morelia de la Primera División de México. Debuta el 6 de febrero en la derrota 2 por 0 frente a Cimarrones de Sonora por la Copa de México jugando los últimos 2 minutos.

### Atlas
El 24 de julio de 2018  vuelve al Club Atlas de Guadalajara. Sus primeros goles los marca el 13 de septiembre en la derrota 3-2 en casa de Atlético Zacatepec por la Copa México. El 27 de octubre marca de nuevo doblete para dar el empate a dos goles en su visita a Club Necaxa.

### Santa Fe
En junio de 2019 se confirma como nuevo jugador del Independiente Santa Fe volviendo a Colombia. El 1 de septiembre marca su primer gol con el club en la victoria 2 por 0 sobre Independiente Medellín, el 22 del mismo mes marca su primer doblete en la goleada 3 por 0 sobre Envigado F. C., el 28 marca como visitantes en la goleada 3 por 0 sobre Jaguares de Córdoba.

### Atlético Nacional
En enero del 2020 es nuevamente vinculado al Atlético Nacional donde ya había sido figura anteriormente. El 18 de abril del 2021 marca su primer poker de goles en la goleada 7 por 1 sobre Patriotas en la que sería la máxima figura del partido y llegando a los 70 goles con el club paisa para convertirse en el 9 goleador histórico del club.
Fue el segundo goleador colombiano en el mundo y quinto máximo goleador en Sudamérica,  siendo goleador del Apertura 2021 y Copa Colombia 2021 donde se coronaron campeones luego de 4 años sin títulos para el club. En 2022 llegó a los 100 goles convertidos con Atlético Nacional.

## Clubes
| Club              | País     | Año         |
| ----------------- | -------- | ----------- |
| Depor Cartago     | Colombia | 2005        |
| Deportivo Pereira | Colombia | 2006 - 2008 |
| Leones            | Colombia | 2011 - 2012 |
| Atlético Nacional | Colombia | 2012 - 2015 |
| Atlas             | México   | 2016        |
| Deportivo Cali    | Colombia | 2017        |
| Monarcas Morelia  | México   | 2018        |
| Atlas             | México   | 2018 - 2019 |
| Santa Fe          | Colombia | 2019        |
| Atlético Nacional | Colombia | 2020 - 2024 |

## Estadísticas
Actualizado al 15 de junio de 2024
| Deportivo Pereira · Colombia | 1.a           | 2006          | 4   | 0   | —  | —  | —  | — | 4   | 0   | 0    |  |
| Deportivo Pereira · Colombia | 1.a           | 2007          | 4   | 0   | —  | —  | —  | — | 4   | 0   | 0    |  |
| Deportivo Pereira · Colombia | 1.a           | 2008          | 4   | 0   | —  | —  | —  | — | 4   | 0   | 0    |  |
| Deportivo Pereira · Colombia | Total club    | Total club    | 12  | 0   | 0  | 0  | 0  | 0 | 12  | 0   | 0    |  |
| Deportivo Rionegro · Colombia | 2.a           | 2011          | 23  | 11  | 0  | 0  | —  | — | 23  | 11  | 0.48 |  |
| Deportivo Rionegro · Colombia | 2.a           | 2012          | 21  | 20  | 8  | 4  | —  | — | 29  | 24  | 0.83 |  |
| Deportivo Rionegro · Colombia | Total club    | Total club    | 44  | 31  | 8  | 4  | 0  | 0 | 52  | 35  | 0.67 |  |
| Atlético Nacional · Colombia | 1.a           | 2012          | 3   | 3   | 4  | 5  | 0  | 0 | 7   | 8   | 1    |  |
| Atlético Nacional · Colombia | 1.a           | 2013          | 28  | 11  | 5  | 5  | 7  | 1 | 40  | 17  | 0.43 |  |
| Atlético Nacional · Colombia | 1.a           | 2014          | 13  | 3   | 5  | 2  | 5  | 1 | 23  | 6   | 0.22 |  |
| Atlético Nacional · Colombia | 1.a           | 2015          | 36  | 18  | 1  | 0  | 2  | 0 | 39  | 18  | 0.46 |  |
| Atlético Nacional · Colombia | 1.a           | 2020          | 15  | 9   | 2  | 0  | 4  | 2 | 21  | 11  | 0.52 |  |
| Atlético Nacional · Colombia | 1.a           | 2021          | 41  | 21  | 8  | 4  | 9  | 2 | 58  | 27  | 0.47 |  |
| Atlético Nacional · Colombia | 1.a           | 2022          | 43  | 19  | 4  | 1  | 2  | 0 | 49  | 20  | 0.36 |  |
| Atlético Nacional · Colombia | 1.a           | 2023          | 38  | 10  | 8  | 3  | 6  | 1 | 52  | 14  | 0.36 |  |
| Atlético Nacional · Colombia | 1.a           | 2024          | 10  | 1   | 0  | 0  | 0  | 0 | 10  | 1   | 0.1  |  |
| Atlético Nacional · Colombia | Total club    | Total club    | 227 | 95  | 37 | 19 | 35 | 7 | 299 | 122 | 0.40 |  |
| Atlas · México | 1.a           | 2016          | 23  | 5   | 1  | 1  | —  | — | 24  | 6   | 0.26 |  |
| Atlas · México | 1.a           | 2018-19       | 24  | 6   | 6  | 3  | —  | — | 30  | 9   | 0.30 |  |
| Atlas · México | Total club    | Total club    | 47  | 11  | 7  | 4  | 0  | 0 | 54  | 15  | 0.27 |  |
| Deportivo Cali · Colombia | 1.a           | 2017          | 40  | 16  | 5  | 4  | 2  | 0 | 47  | 20  | 0.43 |  |
| Deportivo Cali · Colombia | Total club    | Total club    | 40  | 16  | 5  | 4  | 2  | 0 | 47  | 20  | 0.43 |  |
| Monarcas Morelia · México | 1.a           | 2018          | 4   | 0   | 3  | 0  | —  | — | 7   | 0   | 0    |  |
| Monarcas Morelia · México | Total club    | Total club    | 4   | 0   | 3  | 0  | 0  | 0 | 7   | 0   | 0    |  |
| Santa Fe · Colombia | 1.a           | 2019          | 23  | 6   | 2  | 0  | —  | — | 25  | 6   | 0.24 |  |
| Santa Fe · Colombia | Total club    | Total club    | 23  | 6   | 2  | 0  | 0  | 0 | 25  | 6   | 0.24 |  |
| Total carrera | Total carrera | Total carrera | 397 | 159 | 62 | 31 | 37 | 7 | 496 | 198 | 0.40 |  |
| (1) Incluye datos de la Copa Colombia (2012-Act.) y de la Superliga de Colombia (2012). (2) Incluye datos de la Copa Libertadores de América (2014-15) y Copa Sudamericana (2013-14). (3) Media de goles por encuentro. No incluye goles en partidos amistosos. |               |               |     |     |    |    |    |   |     |     |      |  |

### Hat-tricks
| 1 | 10 de junio de 2012 | Estadio Alberto Grisales, Rionegro  | Leones - Real Santander               |  | 5 - 2 | Primera B 2012       |
| 2 | 10 de abril de 2013 | Estadio Atanasio Girardot, Medellín | Atletico Nacional - Leones FC         |  | 3 - 1 | Copa Colombia 2013   |
| 3 | 31 de enero de 2021 | Estadio Atanasio Girardot, Medellín | Atletico Nacional - Deportivo Pereira |  | 5 - 2 | Torneo Apertura 2021 |
| 4 | 18 de abril de 2021 | Estadio Atanasio Girardot, Medellín | Atletico Nacional - Patriotas FC      |  | 7 - 1 | Torneo Apertura 2021 |

## Palmarés

### Títulos nacionales
| Título                | Club              | País     | Año  |
| --------------------- | ----------------- | -------- | ---- |
| Superliga de Colombia | Atlético Nacional | Colombia | 2012 |
| Copa Colombia         | Atlético Nacional | Colombia | 2012 |
| Torneo Apertura       | Atlético Nacional | Colombia | 2013 |
| Copa Colombia         | Atlético Nacional | Colombia | 2013 |
| Torneo Finalización   | Atlético Nacional | Colombia | 2013 |
| Torneo Apertura       | Atlético Nacional | Colombia | 2014 |
| Torneo Finalización   | Atlético Nacional | Colombia | 2015 |
| Superliga de Colombia | Atlético Nacional | Colombia | 2016 |
| Copa Colombia         | Atlético Nacional | Colombia | 2021 |
| Torneo Apertura       | Atlético Nacional | Colombia | 2022 |
| Superliga de Colombia | Atlético Nacional | Colombia | 2023 |
| Copa Colombia         | Atlético Nacional | Colombia | 2023 |

### Distinciones individuales
| Distinción                                           | Año  |
| ---------------------------------------------------- | ---- |
| Goleador del Finalización de la Primera B (11 goles) | 2011 |
| Goleador del Apertura de la Primera B (20 goles)     | 2012 |
| Goleador de la Superliga de Colombia (3 goles)       | 2012 |
| Goleador del Finalización de la Primera A (15 goles) | 2015 |
| Goleador del Copa Águila 2017 (4 goles)              | 2017 |
| Goleador del Apertura de la Primera A (11 goles)     | 2021 |
| Goleador de la Copa Colombia (4 goles)               | 2021 |